# فالانتينا كورتس
فالانتينا كورتس (بالإيطالية: Valentina Cortese )‏ (و. 1923  م) هي ممثلة أفلام، وممثلة مسرحية إيطالية، ولدت في ميلانو.

## اعمالها
- اباسیوناتا (1974)

## وصلات خارجية
- فالانتينا كورتس على موقع IMDb (الإنجليزية)
- فالانتينا كورتس على موقع روتن توميتوز (الإنجليزية)
- فالانتينا كورتس على موقع ألو سيني (الفرنسية)
- فالانتينا كورتس على موقع أول موفي (الإنجليزية)
- فالانتينا كورتس على موقع قاعدة بيانات الأفلام السويدية (السويدية)
- فالانتينا كورتس على موقع إن إن دي بي (الإنجليزية)
- فالانتينا كورتس على موقع ديسكوغز (الإنجليزية)
- فالانتينا كورتس على موقع قاعدة بيانات الفيلم (الإنجليزية)
- فالانتينا كورتس على موقع كينوبويسك (الروسية)